# 공림

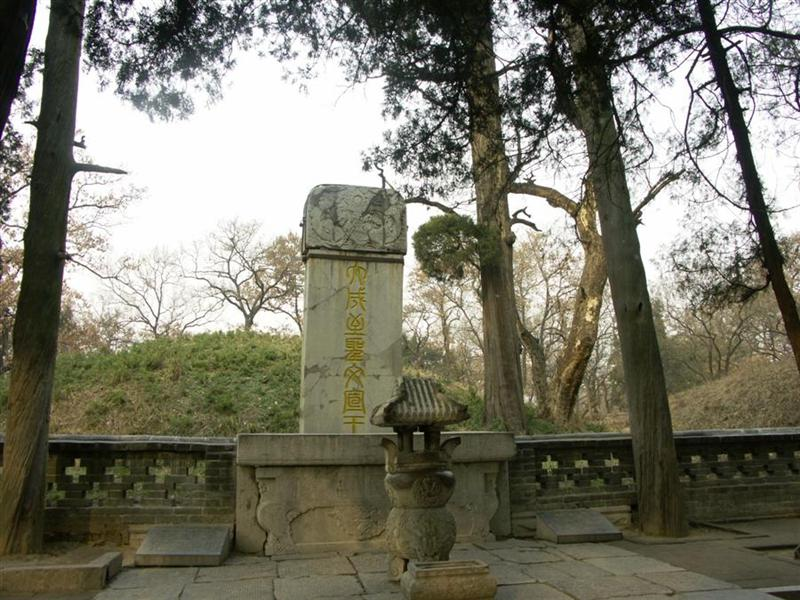
공자의 무덤

공림(중국어: 孔林, 병음: Kŏnglín)는 중화인민공화국 산둥성 취푸 시 북부 일대에 위치한 공자와 그 일족의 묘소로 노목이 펼쳐진 묘역에 10만이 넘는 공자의 자손들의 묘비가 숲처럼 산재해 있으며, 단일 가문의 묘지로서는 세계 최대 규모이다. 1994년 유네스코의 세계문화유산에 공부, 공묘과 함께 삼공으로 등록되었다.
취푸의 현성 북문에서 공림의 정문까지는 1,266m 길이의 ‘임도로’(林道路) 불리는 울창한 가로수가 있는 직선로 길이 있다. 현성 출구에는 공자가 가장 사랑했던 제자 안회의 묘인 안묘가 있고, 가로수길 중간에는 명대에 지어진 ‘만고장춘’(萬万長春)이라고 새겨진 문과 같은 석방이 길을 또 잇고 있다. 공림의 정문인 이림문(二林門)을 빠져 나가면 성벽에 둘러싸인 광대한 묘역, 공림으로 들어가고, 향전(享殿)이라고 하는 황색 기와의 궁전풍의 배전에 도착한다. 공자의 무덤은 이곳 뒤에 있다.

## 역사
공자의 능묘는 원나라 대에 사수하안(泗水河岸)에 설치되어 예물을 봉납하기 위한 벽돌의 기단이 존재했다. 현재의 공자의 무덤은 반구형의 언덕이며, 전에 〈대성지성문선왕묘〉(大成至聖文宣王墓)라고 조각된 묘비가 서 있었다. 문화대혁명 시대에 홍위병이 파괴한 흔적이 남아 있다. 이때 홍위병은 공자의 능묘에도 침입했지만, 내부에 인골 등의 흔적은 없었다고 한다.
공자의 사후, 공자의 자손들의 무덤이나 공자의 비석 등이 주위에 추가되었다. 공자의 자손은 ‘연성공’(衍聖公)의 칭호가 수여되었고 건륭제의 딸 등 황족 공주를 아내로서 맞이했기 때문에, 무덤의 상당수는 고위 고관의 권위의 상징이 되어 있다. 묘비는 한대 이후, 송, 원, 명, 청 시대를 거치며 3,600개의 묘비가 남아 있다. 1333년(지순 4년)에는 공림 주변 성벽 및 문의 건설이 시작되었다. 이후 공림에 13회에 걸친 복구와 확장공사가 대해 진행되었다. 18세기 말기에는 높이 4m, 성벽 길이는 5 km 이상에 이르러며, 약 2km2의 범위를 둘러싸게 되었다. 이 범위에는 2000년의 긴 세월에 걸쳐 묻힌 10만명 이상의 공자의 자손들의 무덤이 있다. 가장 오래된 것은 주대에서부터 가장 새로운 것은 제 76대와 제 78대 자손의 것이다. 1만개 이상의 묘와 묘비들이 오래된 고송들과 어울리며 묘소 전체가 숲과 같은 인상을 주고 있다.

## 같이 보기
- 삼공
- 공묘
- 공부